# 库克群岛历史
库克群岛是以船长詹姆斯·库克命名。他于1773年至1777年访问了此地。库克群岛于1888年成为英国的保护地。

## 早期历史
波利尼西亚人最早在公元600年左右定居于库克群岛，他们是从附近的大溪地至东北部。

## 欧洲人的到来
1595年西班牙航海探險家阿爾瓦羅·德·門達尼亞·德·內拉首次发现该群岛。库克船长于1773年至1777年抵达。他以“赫维群岛”命名此群岛，以纪念英国皇家海军。
1858年，拉罗汤加王国建立，1888年成为英国保护地。

## 自治
1901年，保护权转移至新西兰。至1965年，保护协议结束，库克群岛建立自治政府，与新西兰建立自由联合。
1980年6月11日，美国与库克群岛签订了协议，规定了库克群岛与美属萨摩亚之间的海域边界。